# Yoshiko
Yoshiko (jap. よしこ, ヨシコ) – żeńskie imię japońskie. 

## Znane osoby
- Yoshiko Fujinaga (佳子), japońska biegaczka długodystansowa
- Yoshiko Kuga (美子), japońska aktorka
- Yoshiko Matsumura (好子), japońska siatkarka
- Yoshiko Mita (佳子), japońska aktorka
- Yoshiko Miyazaki (美子), japońska aktorka
- Yoshiko Kasai (賀子), japońska skoczkini narciarska
- Yoshiko Kawashima (芳子), szpieg Japonii i marionetkowego rządu Mandżukuo
- Yoshiko Yano (美子), japońska siatkarka

## Fikcyjne postacie
- Yoshiko Hanamura (よし子), bohaterka serii anime Sally czarodziejka
- Yoshiko Tsushima (善子), bohaterka anime Love Live! Sunshine!!